# Triptyques Artventure
 (janvier 2018).
Si vous disposez d'ouvrages ou d'articles de référence ou si vous connaissez des sites web de qualité traitant du thème abordé ici, merci de compléter l'article en donnant les références utiles à sa vérifiabilité et en les liant à la section « Notes et références ».
Les Triptyques Artventure sont des œuvres d'art public réalisées en 1992-1993 par Étienne Delacroix, Joël Mpah Dooh, Koko Komégné et Monie. Ces peintures murales sont visibles à Douala au Cameroun.

## L'œuvre
Les Triptyques Artventure sont réalisés en 1993 par Étienne Delacroix, Joël Mpah Dooh, Koko Komégné et Monie. Ils se présentent sous forme de panneaux triptyques de plexiglas de 2,5 × 3 m. Ils sont visibles sur une aire de passage, rue du Tribunal, dans le quartier de Bonanjo à Douala.
Ces panneaux triptyques sont les premières œuvres d’art public offertes par l’association doual’art à la ville en 1993 ; ils ont été produits avec le soutien du Centre culturel français de Douala et de Graphics System à Douala. Ils sont le résultat d’un atelier de création plastique assistée par ordinateur, animé par l’artiste belge Étienne Delacroix à Douala en 1992 : Artventure, l’art et l’informatique s’affichent en ville.
La jeune Monie et les artistes Koko Komégné et Joël Mpah Dooh avaient bénéficié de cet atelier de création, qui avait produit quatre panneaux triptyques de plexiglas au total. Deux des triptyques, ceux réalisés par Monie et par Koko Komégné, installés place du rond-point 4 à Akwa, ont été dégradés par des annonceurs publicitaires et ont aujourd’hui disparu.